# Олькуш (гміна)
Гміна Олькуш (пол. Gmina Olkusz) — місько-сільська гміна у південній Польщі. Належить до Олькуського повіту Малопольського воєводства.
Станом на 31 грудня 2011 у гміні проживало 50365 осіб.

## Площа
Згідно з даними за 2007 рік площа гміни становила 150.66 км², у тому числі:
- орні землі: 44.00%
- ліси: 45.00%

Таким чином, площа гміни становить 24.21% площі повіту.

## Населення
Станом на 31 грудня 2011:
| Опис     | Загалом | Загалом | Чоловіки | Чоловіки | Жінки | Жінки |
| -------- | ------- | ------- | -------- | -------- | ----- | ----- |
| одиниця  | осіб    | %       | осіб     | %        | осіб  | %     |
| все      | 50365   | 100     | 24522    | 48.69    | 25843 | 51.31 |
| міське   | 37173   | 100     | 18049    | 48.55    | 19124 | 51.45 |
| сільське | 13192   | 100     | 6473     | 49.07    | 6719  | 50.93 |

## Сусідні гміни
Гміна Олькуш межує з такими гмінами: Болеслав, Буковно, Вольбром, Єжмановіце-Пшеґіня, Ключе, Кшешовіце, Сулошова, Тшебіня, Тшицьонж.